# Ján Kello
Ján Kello (8. června 1883 Liptovský Sv. Mikuláš-Vrbica – 10. srpna 1962 Liptovský Mikuláš-Vrbica) byl slovenský a československý politik a meziválečný senátor Národního shromáždění ČSR za Komunistickou stranu Československa.

## Biografie
Profesí byl zedníkem v Liptovském Svätém Mikuláši.
V parlamentních volbách v roce 1929 získal senátorské křeslo v Národním shromáždění. V senátu setrval do roku 1935.